# Eleanor Boardman

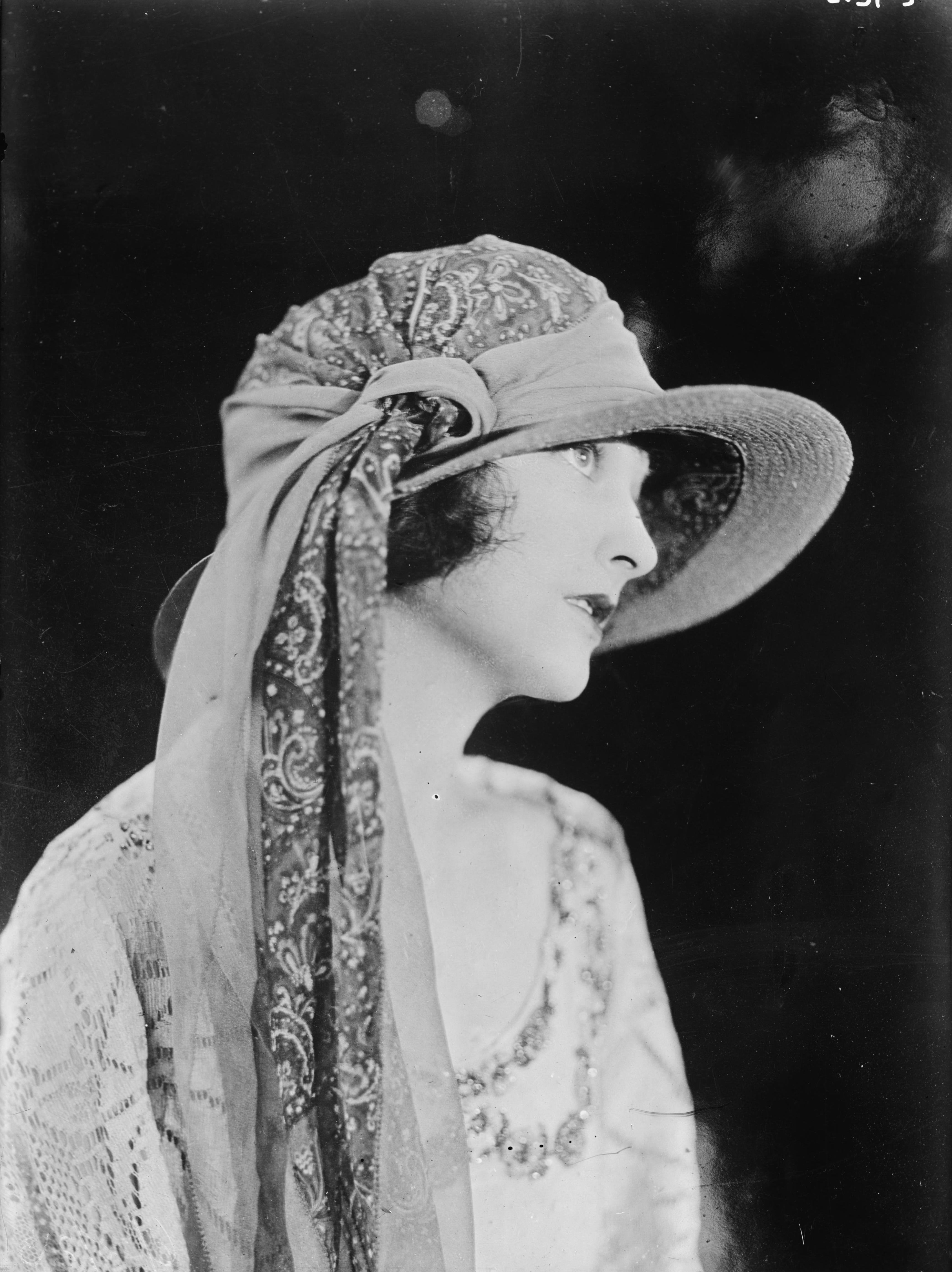
Eleanor Boardman (1923)

Eleanor Boardman (* 19. August 1898 in Philadelphia, Pennsylvania; † 12. Dezember 1991 in Santa Barbara, Kalifornien) war eine US-amerikanische Schauspielerin der Stummfilm- und frühen Tonfilmzeit.

## Leben
Eleanor Boardman wurde zunächst durch eine erfolgreiche Werbekampagne der Firma Eastman Kodak als das Kodak Girl bekannt. Nach einigen Jahren auf der Bühne ging sie Anfang der 1920er-Jahre nach Hollywood, wo sie sich rasch als bekannter Name etablierte. 1923 bereits wurde sie zu einem der WAMPAS Baby Stars gekürt und nach dem Wechsel zu MGM begann ihr erfolgreicher Aufstieg zu einem der Stars der Gesellschaft. Ihre bekannteste Rolle hatte sie 1928 unter der Regie ihres ersten Ehemannes King Vidor in dem sozialkritischen Film Ein Mensch der Masse.
Die Schauspielerin schafften den Sprung zum Tonfilm ohne Probleme, doch 1931 wurde ihr Vertrag mit MGM nicht mehr verlängert und Boardman zog sich nach einigen Rollen in B-Filmen ins Privatleben zurück. Nach der Scheidung von King Vidor heiratete sie 1940 den Regisseur Harry d’Abbadie d’Arrast. Die Ehe war von den nicht enden wollenden Sorgerechtsstreitigkeiten zwischen Boardman und Vidor um die beiden gemeinsamen Töchter überschattet. Nach dem Tod von d’Arrast zog sich Boardman auf ein großes Anwesen in Kalifornien zurück. Sie wurde für den 1980 erschienenen Dokumentarfilm Hollywood von Kevin Brownlow und David Gill interviewt.

## Filmografie
- 1922: The Strangers’ Banquet
- 1923: Gimme
- 1923: Vanity Fair
- 1923: Der Markt der Seelen (Souls for Sale)
- 1923: Ein Mädchen und drei alte Narren (Three Wise Fools)
- 1923: The Day of Faith
- 1924: True As Steel
- 1924: Wine of Youth
- 1924: Der Garten der Sünde (Sinners in Silk)
- 1924: The Turmoil
- 1924: Der stumme Ankläger (The Silent Accuser)
- 1924: Der Ehe ewiges Einerlei (So This Is Marriage?)
- 1925: Frauen und Pferde (The Way of a Girl)
- 1925: Proud Flesh
- 1925: Der Familienskandal (The Circle)
- 1925: Exchange of Wives
- 1925: The Only Thing
- 1926: The Auction Block
- 1926: Memory Lane
- 1926: Galgenhochzeit (Bardelys the Magnificent)
- 1926: Brand im Osten (Tell It to the Marines)
- 1928: Ein Mensch der Masse (The Crowd)
- 1928: Diamond Handcuffs
- 1929: She Goes to War
- 1930: Mamba
- 1930: Jenseits des Lebens (Redemption)
- 1931: The Great Meadow
- 1931: The Flood
- 1931: Women Love Once
- 1931: The Squaw Man
- 1935: The Three Cornered Hat